# Txaruta
El Txaruta (1080,8 m) es una cumbre navarra, situada al oeste del puerto de Velate. La cumbre es una puntiaguda loma herbosa, sin dificultad alguna de ascensión.
- Datos: Q6154191